# 中田貴士
中田 貴士（なかた たかし、1986年6月9日 - ）は、地方競馬の兵庫県競馬組合・西脇馬事公苑小牧毅厩舎所属の騎手である。勝負服の柄は青・白十字襷。滋賀県出身、血液型A型。

## 来歴
栗東トレーニングセンターのすぐ近くで生まれ育ち、父が厩務員で、競走馬が身近にいる環境で育った。
JRA競馬学校騎手課程を受験したが不合格となり、高校卒業後はケイアイファームとグリーンウッド・トレーニングで調教騎乗員として働く。
その後は重畠勝利厩舎の厩務員を1年間務め、一発試験で地方競馬騎手免許を取得（2008年9月29日付）し、重畠勝利厩舎からデビュー。厩務員から騎手に転身した例は、兵庫県競馬組合では田中道夫以来35年ぶりであった。同年11月19日第15回園田競馬2日目第10競走椎堂特別（B2二組）フォージドクレールで初騎乗（12頭立て6番人気11着）。同年12月23日第17回園田競馬4日目第6競走D2二組条件戦をマンテンテイオーで優勝（9頭立て1番人気）し、22戦目で初勝利。
2010年10月1日付けで重畠勝利厩舎から小牧毅厩舎へ所属が変更された。
2016年6月5日から9月5日まで、及び2017年5月1日から7月31日までの間、高知競馬場で期間限定騎乗を行った。
地方通算成績は5956戦331勝・2着438回・3着548回・勝率5.6%・連対率12.9%（2022年2月22日現在）

## 主な騎乗馬
- メイショウツチヤマ（2016年トレノ賞）
- チャービル（2019年のじぎく賞）
- アッキー（2020年六甲盃）